# Kartause Královo Pole

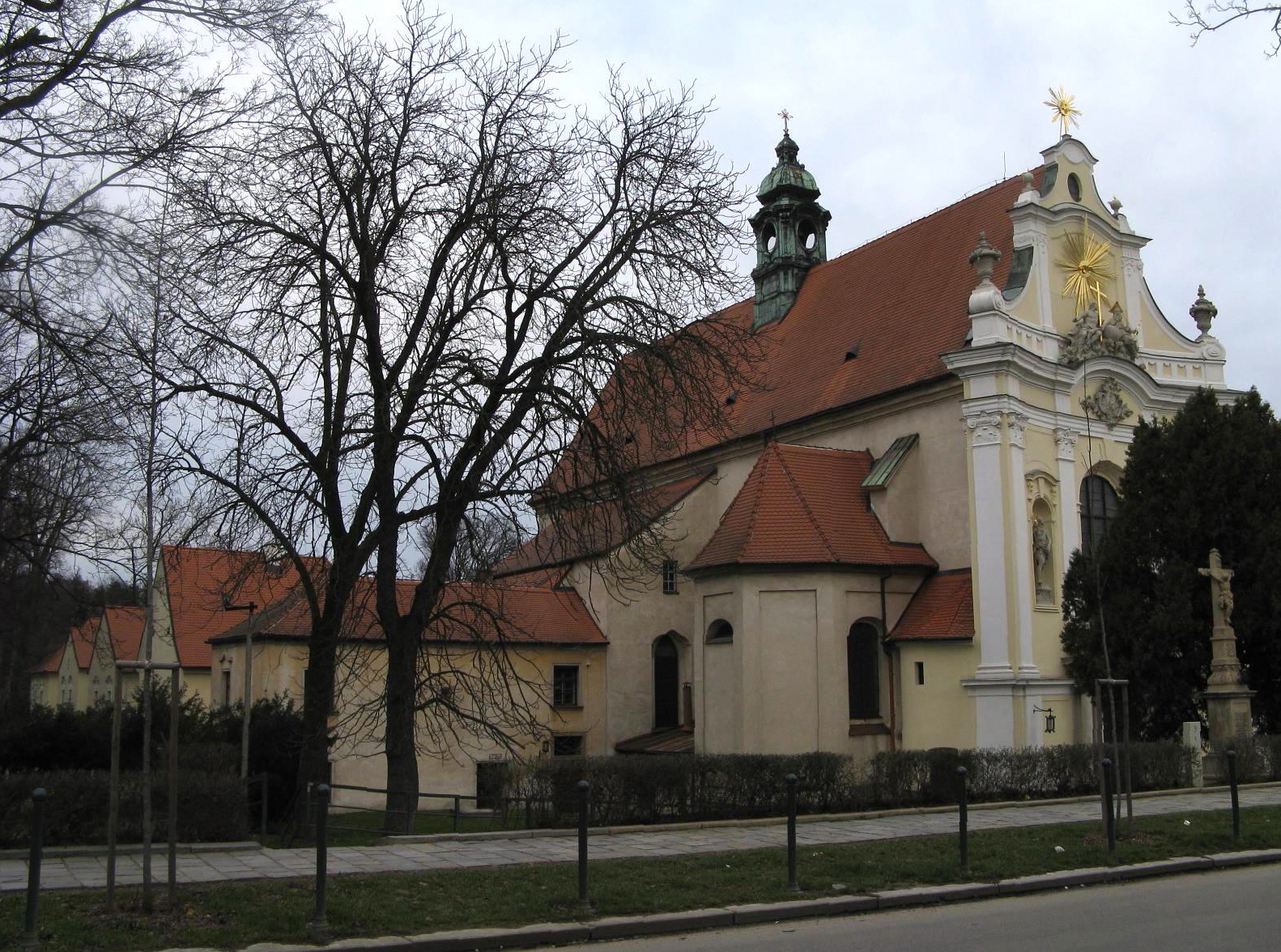
Ehemalige Klosterkirche der Kartause, heute Pfarrkirche von Královo Pole

Die Kartause Královo Pole (deutsch: Kartause Königsfeld; auch Kartause der Heilige Dreifaltigkeit|Heiligen Dreifaltigkeit in Königsfeld, manchmal auch Kartause Brünn; tschechisch Kartouza Královo Pole, Kartouza Nejsvětější Trojice; lateinisch Cartusia S. Trinitas, manchmal auch Cartusia Brunensis) war ein Kloster des Kartäuserordens in Královo Pole (Königsfeld) bei Brünn. Es wurde von Markgraf Johann Heinrich im Jahre 1375 gegründet und mit Mönchen aus der Kartause Gaming besiedelt.

Heute ist Královo Pole ein Stadtteil der mährischen Hauptstadt Brünn.

## Geschichte
Im Jahre 1349 übertrug der böhmische und Römisch-deutsche König Karl IV. die Markgrafschaft Mähren seinem jüngeren Bruder Johann Heinrich. Schon vorher war die Markgrafschaft um das Bistum Olmütz und das Herzogtum Troppau verkleinert worden, die als direkte Lehen unmittelbar der Krone Böhmen unterstellt wurden. Johann Heinrich residierte in Brünn und förderte neben der wirtschaftlichen auch die geistliche Entwicklung seiner Untertanen.
Kurz vor seinem Tod begründete er mit Zustimmung seiner Söhne Jobst, Prokop und Johann Sobieslaus am 13. August 1375 die Kartause „Královo Pole/Königsfeld“, die der Heiligen Dreifaltigkeit gewidmet wurde. Zur wirtschaftlichen Absicherung der Kartause stiftete er landesherrlichen Grund mit einem Jagdschlösschen in Königsfeld, das oberhalb von Brünn liegt, sowie die Dörfer Strzielcz und Černovice (Tschernowitz; jetzt Stadtteil von Brünn), einen Weinberg in Obřany u. a. Nach seinem Tod im November d. J. bestätigte Markgraf Jobst die väterliche Stiftung, und im Januar 1376 veranlasste er die Eintragung des Stiftungsvermögens in die mährische Landtafel. Im selben Jahr wurde vermutlich die Klosteranlage sowie die Klosterkirche fertiggestellt. Ihre Planung und Bau begannen wahrscheinlich schon 1369, als ein Mönch aus der Kartause Gaming nach Königsfeld berufen wurde. Die Besiedlung der Kartause erfolgte ebenfalls mit Mönchen aus Gaming, die auch den ersten Prior stellten.
Schon zu Beginn ihres Bestehens hatte die Kartause unter den kriegerischen Auseinandersetzungen zwischen den markgräflichen Brüdern Jobst und Prokop zu leiden. Trotzdem wurde Prokop 1405 in der Königsfelder Klosterkirche beigesetzt.
Ab 1406 war Johannes Rode, ein aus Hamburg stammender Mönch der Prager „Kartause Mariengarten“, Prior in Königsfeld. Während der Hussitenkriege wurden die Kartause und das Dorf Královo Pole mehrmals beschädigt und 1423 niedergebrannt. Zu einem Wiederaufbau kam es nach 1431. Da König Georg von Podiebrad der Kartause wohlgesinnt war, standen auch die Mönche auf seiner Seite. Nachdem sich jedoch die Stadt Brünn mit dem Gegenkönig Matthias Corvinus verbündete, und Georgs Sohn Viktorin trotzdem den Spielberg verteidigen konnte, griffen Corvins Anhänger die außerhalb der Stadtmauern von Brünn liegende Kartause an. Als Viktorin im Januar 1469 den Spielberg nicht mehr halten konnte, wurde die nach wie vor zu König Georg stehende Kartause von ungarischen Truppen verwüstet und niedergebrannt. Nach dem baldigen Wiederaufbau kam es zu einem wirtschaftlichen Aufschwung und einer kulturellen und geistigen Blüte unter dem aus Brünn stammenden Prior Bernhard Lang, dem 1490 sein Bruder Anton Lang folgte. 1505 entstand in der Kartause Königsfeld ein Graduale.
In der zweiten Hälfte des 16. Jahrhunderts erfolgten Reformen, die den Fortbestand der Kartause sichern konnten. 1604 erhielt die Klosterkirche ein neues Renaissance-Chorgestühl, das von Emmerich Thurn geschnitzt wurde und sich heute im Prager Kunsthistorischen Museum befindet. Nach der Schlacht am Weißen Berg 1618 wurde die Kartause am 17. August 1619 von den protestantischen Aufständischen konfisziert. Die Mönche wurden in der Kartause festgehalten, die zugehörigen Dörfer verwüstet und die Güter parzelliert und verkauft. Ein Teil der Besitzungen wurde dem Wilhelm Munk von Eibeschütz übertragen, der ein Anhänger der Aufständischen war. Nach der Flucht des Winterkönigs Friedrich V. 1621 erhielt die Kartause ihre Güter zurück. Für ihren Wiederaufbau und finanzielle Entschädigung setzte sich der Olmützer Bischof Franz Seraph von Dietrichstein ein. Neuerliche Drangsalierungen musste die Kartause im Dreißigjährigen Krieg erdulden. 1645 wählte der schwedische General Lennart Torstensson die Kartause Königsfeld zu seinem Quartier. Beim Abzug der Schweden wurden wiederum die zugehörigen Dörfer verwüstet und niedergebrannt. Die zuvor geflohenen Mönche kehrten in das halb verwüstete Kloster zurück.
Um die Wende vom 17. zum 18. Jahrhundert kam es zu einer wirtschaftlichen, geistigen und kulturellen Blüte, die jedoch durch den Österreichischen Erbfolgekrieg wiederum zum Stillstand kam. Um 1765 wurden die Klosteranlage und die Klosterkirche unter Prior Athanasius Gottfried im Stil des Barock umgebaut und erweitert. An der künstlerischen Ausgestaltung waren namhafte Maler und Bildhauer, unter ihnen Andreas Schweigel und Franz Anton Maulbertsch beteiligt. Die ebenfalls errichtete Klosterbibliothek enthielt u. a. 271 Handschriften, 162 Inkunabeln und 3000 Drucke. Im Priorat befand sich eine Gemäldesammlung sowie Zeichnungen und Skizzen, u. a. von Albrecht Dürer und Franz Anton Maulpertsch.
Nur wenige Jahre später wurde die Kartause Königsfeld durch die Josephinischen Reformen aufgelöst. Am 18. Januar 1782 erschien ohne Voranmeldung eine kaiserliche Kommission unter Führung des Grafen Johann Mitrowsky, der den Mönchen das kaiserliche Dekret über die Aufhebung verlas. Die Mönche konnten zwischen einer Pension oder einem Eintritt in einen anderen Orden wählen. Letzter Prior war ab 1750 Athanasius Gottfried (* 1728), der am 3. Oktober 1814 in Brünn verstarb.
Das gesamte Klostergut wurde dem Religionsfonds übergeben, wobei der Erlös den katholischen Einrichtungen zugutekommen sollte. Die Klosterkirche wurde 1782 als Filialkirche mit einem Kuraten für die Bewohner von Königsfeld umgewidmet und 1853 zu einer selbständigen Pfarre erhoben. Die 1279 von den Johannitern errichtete, dem hl. Wenzel geweihte ehemalige Dorfkirche wurde 1783 aufgehoben und zwei Jahre später abgetragen.
Die Klosteranlage wurde der kaiserlichen Armee übergeben, die darin 1877 eine Kadettenschule eröffnete. Ihr folgte nach der Gründung der Tschechoslowakei 1918 die tschechoslowakische Armee. Seit 1964 befindet sich in den verbliebenen Klostergebäuden eine Außenstelle der Technischen Hochschule Brünn.